# 镇湖街道
镇湖街道，是中华人民共和国江苏省苏州市虎丘区下辖的一个乡镇级行政单位。
苏州高新区镇湖街道面积二十平方公里，人口两万，沿太湖湖岸线二十余公里，是苏州市建设自然居住环境，建设湖滨新城的主要规划区域。镇湖借苏州城市北扩西进的城市建设战略的优势，交通已十分便捷，东接环城高速路和新太湖大道。南、西、北三面的太湖水上交通十分便利，通讯、电力、供水等设施十分完善。

## 行政区划
镇湖街道下辖以下地区：
西华社区、市桥村、新桥村、秀岸村、山旺村、西村、马山村、石帆村、西京村、太湖村和上山村。